# Неуроестетика
Неуроестетика је научна дисциплина која се бави проучавањем неуробиолошке и еволуцијске подлоге доживљаја и стварања уметности. Ово релативно ново нучно подручје развило се у оквиру когнитивне неуронауке, и засновано је на јединству когнитивне и афективне неуронауке.
Резултати истраживања неуроестетике су врло хетерогени, али упућују на то да се током естетског искуства визуелног уметничког дела активирају сензомоторни делови мождане коре, потом кључни центри за процесуирање емоција (лимбички систем), али и центри везани уз систем награде, на које делују и потентне дроге као што су деривати опијума. Па неки постављају питање да ли можемо постати „зависни од лепог”?

## Еволуцијски аспекти неуролошких механизама перцепције
Стратификацијом друштва, још у праисторији развила се примитивна уетност, као предуслов за развој когнитивних способности симболичког, апстрактног и референцијалног мишљења, и потреба за међусобним разликовањем кориштењеног накита и украса. Још у праисторији, уметност је слжила практично као систем комуникације између уметника и гледаоца, уметност је приказујући искуства и идеје постала интегрални део друштва. 
Претпоставља се да је уметност у самом почетку имала друштвену улогу – одражавала је друштвено понашање и ритуале и стварала бољу друштвену кохезију. Потом је она утицала на адаптивну улогу умјетности, а тиме и њено преношење на друге генерације.

### Развоја специфичних регија у мозгу одговорних за човеково доживљавање уметности
Неуроимиџинг студије на људима показале су да се активност у деловима мозга који учествују у стварају естетског одговора на уметничка дела преклапа се а активношћу која настаје при процењивању објеката који су од еволуцијске важности – жеља за одређеном храном или привлачност потенцијалним партнерима. Зато се сматра да су се процеси укључени у стварање естетског доживљаја заправо „надоградили” на адаптивне процесе процене везане уз храну, односно одабир партнера. Осим тога, неки аутори наводе и повезаност склоности за визуелним естетским објектима са одабиром станишта, односно проценом околине погодне за насељавање.

## Предмет истраживања
Предмет истраживања неуронауке су мождана активност естетског доживљаја и то примарно у визуелним уметностима. У склопу свог делокруга рада питања на која неуроестетичари желе одговорити су — шта се догађа у мозгу док човек гледа уметничко дело?
Процеси укључени у стварање естетског доживљаја, еволуцијски гледано, „надограђени” су на адаптативне процесе процене везане уз храну, односно одабир партнера и станишта. Истраживања можданих функција везаних уз доживљај уметности у почетку су се углавном ослањала на анегдотске случајеве утицаја можданих оштећења или утицај неуродегенеративних болести, а развојем технологије и упорабом магнетне резонантне томографије омогућено је мапирање можданих регија које учествују у доживљавању уметности.
Неуроимиџинг студије показале су да у стварању естетског доживљаја учествују:
- кортикални сензорни процеси као диоперцептивне компоненте,
- кортикална подручја укључена у процену, контроле и
- памћење које које је одговорно за когнитивну компоненту система награде везане за афективну компоненту.[1]

## Утицај неуродегенеративних болести и можданог удара на креативност, односно доживљај уметности
На који начин неуродегенеративне болести, попут Алцхајмерова и фронтотемпоралне деменције и можданоg инфаркта, у одређеној регији мозга, посебно десној хемисфери утичу на стварање, односно доживљај уметности, приказано је у неким истраживањима. Међутим, због малог броја валидних истраживања, не може се поуздати у њихово свеобухватно значење, већ се може само стећи привремена слику о улози појединих подручја мозга у одређеним естетским категоријама.
Фронтотемпорална деменција
У литератури су приказани случајеви особа са посебним типом фронтотемпоралне деменције, семантичком деменцијом у којој долази до дегенеративних промена у предњем делу темпоралног режња и код којих се јавила склоност уметничком стварању. Њихово је стварање опсесивно-компулзивно до те мере да током стврања они забораве на основне животне потребе, попут оне за храном. Они у својим делима често користе: типичаним реалистичким приказима без симболичности или апстрактних елемената, усмереност на детаље уз често коришћење понављајућих мотива.
Алцхајмерова деменција
Код уметника оболелих од Алцхајмерове деменције радови су најчешће све више апстрактни и симболични удаљавајујући се од реалистично тачног приказа.3 На пример, један од најпознатијих уметника који је наставио стваралаштво након наступа Алцхајмерове деменције је Wиллем де Коонинг. Његова ‘касна’ фаза карактерисала се једноставношћу и прочишћеношћу форме до саме ‘есенције’ и коришћењу живих боја. Други је случај сликара Wиллиама Утермохлена који – чији су аутопортрети постајали такође све више симплицифирани, дисторзирани.
Истраживања Halpern и сар. (2008) као и Halpern i O’Connor (2013) утврдила су да код оболелих од Алцхајмерове деменције укус у визеалној уметности остаје конзистентан, али се за разлику од оболелих од фронтотемпоралне деменције, они не сећају радова које су пре видели
Мождани инфаркт у десној хемисфери

Бромбергер и сарадници (2011) проучавали су последице можданог инфаркта у десој хемисфери мозга. Оштећење у различитим диеловима фронталног паријеталног и латералног темпоралног кортекса довело је до промењеног расуђивања концептуалних карактеристика слике - апстрактности, симболизма, реализма и живости. С друге стране, оштећење доњег префронталног кортекса променило је само формалне карактеристике и то доживљај дубине. Међутим, ни једно подручје оштећења мозга није било повезано с променама у процени занимљивости или склоности према одређеном делу. Као пример наводи се промена стила након можданог удара у левој хемисфери код америчке сликарице Катхерине Схерwоод. 
Пре можданог удара свој стил је описивала као ‘сувише церебралан’, а њене слике су езотерични прикази особа које се облаче у одећу супротног пола и средњовековних печата, а након можданог удара почела је сликати левом руком новим ‘сировим’ и ‘интуитивним’ стилом лакоћом и нежношћу коју никад није имала њена десна рука.
Griffiths и сар. (2004) последице можданог удара који је оставио оштећење леве инсуле, фронталног кортекса и амигдала у једног пацијента оставиле су немогућност емоционалног доживљавања музике, иако је несметано уживао у другим активностима, па је чак успешно препознавао друге музичке карактеристике. То доводи до претпоставке да су путеви перцептивног и емоциналног процесуирања музике одвојени и да је амигдала кључна у стварању емоционалног одговора током слушању музике.

Описан је и случај два пацијента с обостраним оштећењем амигдала, 
Који су показивали већу склоност према тродимензионалним објектима, пејзажима и распореду боја од здраве контролне групр и то посебно према оним стимулусима који су се најмање свидели контролној групи. Приказан је случај пацијентице која је након истог оштећења није могла препознати тужну и застрашујућу, али не и веселу музики, иако је могла процесуиати друге карактеристике музике попут темпа и тоналитета.
Епилепсија

Sellal и сар. (2003) приказали су случај пацијента са епилепсијом коме је извршена ресекција левог темпоралног режања, а оставивњен парахипокампални гирус и амигдала. 
У првој години након операције, пацијенту се промиенио укус у музици, више није уживао слушајући рок музику већ му је пуно више годило келтско или корзиканско полифонско певање. Осим тога, његов књижевни укус се променио са научно-фантастичних на кафкијанске романе, и више је уживао у реалистичним сликама, посебино малим детаљима које пре није ни опажао.

## Неуролошки механизми који учествују у процесуирању естетског доживљаја
Узима се да естетски доживљај настаје при процени неког објекта. У том смислу многи истраживачи полазе од Кантовог схватања естетике, према коме се...„лепим” сматра оно што се посматра лишено интереса, односно жеље да тај објект стекнемо, контролишемо или њим управљамо. Како би се објаснио неуробиолошки механизам таквог менталног стања „лишености интереса” постављена је хипотеза 
да би доживљај могао бити последица активности система „свиђања” (склоности према нечему) без активности система „жеље” (за нечим) уз одговарајући доживљај пријатних „естетских” емоција.
Саме естетске емоције, попут задовољства или гађења изазване су доживљајем објекта за разлику од емоција изазваних исходом доживљаја (срећа, разочарање). Тако су на прикмер, истраживања на глодарима показала да постоји разлика у неуротрансмитерској активности тих двају система — система „свиђања” који је стимулисан опијатним и канабиноидном, и систем „жеље” допамином.
У стварности, наш доживљај уметности заснива се на динамичној интеракцији процеса који активирају друкчије делове мозга у друкчијим временским оквирима, а везују се уз перцептивне, когнитивне (памћење, пажња, доношење одлука) и афективне способности.

## Супротствањени ставови
Постоји безброј критике методологије која ограничава доживљај уметничког дела само на естетски доживљај који подразумева процену објекта као лепог или ружног извлачећи из културолошког контекста и значења за појединца сводећи га само на неуробиолошке механизме који не узимају у обзир његову посебност у односу на свакодневну перцепцију. У том смислу предложена је израда студија са бољим контекстуалним условима који што боље имитирају „стварни” контекст при доживљавању уметности. 
Редуктистички фокус
Међу разлозима који се наводе зашто се неуроестетика не може бавити уметношћу је њен редукционистички фокус само на „естетски” одговор, односно доживљај „лепога”, што у реалности не одговара целокупном садржају који уметност представља. Између осталог лепота није обавезна ако је сврха уметничког дела била застрашивање, растуживање, приказ раскоши неке заједнице, контемплација над властитим постојањем, итд. Тако гледано, уметничко дело има различиту сврху зависно од контекста у, времену и људима.
Преименовање у „неуроартологију”

Неки сматрају да је једно од решења, за свестраније сагледавање ове области, преименовање неуроестетике у „неуроартологију”. Заговорници овог става Steven Brown и Ellen Dissanayake који предлажу да се неуроестетика преименује у „неуроартологију”, свој став заснивају на чињеници да би се тиме ставио већи нагласак на бихевиоралну функцију стварања и перцепције уметности. И предлажу да се у истраживање укључи и проучавање когнитивних и бихевиоралних механизама који немају директне естетске функције или последице. Такође, они су става 
Да се доживљај уметности не може свести само на естетске емоције засноване на процени објеката јер не описују цели спектар емоција које се јављају стварањем или доживљајем уметности, посебно осећаја задовољства које пружа друштвена припадност и заједница – а они су једни од најважнијих покретача уметности.